# Вайміхль
Вайміхль (нім. Weihmichl) — громада в Німеччині, знаходиться в землі Баварія. Підпорядковується адміністративному округу Нижня Баварія. Входить до складу району Ландсгут. Складова частина об'єднання громад Фурт.
Площа — 32,16 км2. Населення становить 2536 ос. (станом на 31 грудня 2020).